# Pediasia yangtseellus
Pediasia yangtseellus là một loài bướm đêm trong họ Crambidae.